# Fran Miholjević
Fran Miholjević (2 de agosto de 2002) es un deportista croata que compite en ciclismo en la modalidad de ruta. Ganó una medalla de plata en el Campeonato Europeo de Ciclismo en Ruta de 2022, en la prueba de contrarreloj sub-23.

## Medallero internacional
| Campeonato Europeo | Campeonato Europeo | Campeonato Europeo | Campeonato Europeo  |
| Año                | Lugar              | Medalla            | Competición         |
| ------------------ | ------------------ | ------------------ | ------------------- |
| 2022               | Anadia (Portugal)  | Medalla de plata   | Contrarreloj sub-23 |

## Palmarés
2021
- 2.º en el Campeonato de Croacia en Ruta
- 1 etapa de la Carpathian Couriers Race

2022
- GP Vipava Valley & Crossborder Goriška
- 1 etapa del Giro de Sicilia
- Carpathian Couriers Race, más 1 etapa
- Campeonato de Croacia Contrarreloj
- 2.º en el Campeonato Europeo Contrarreloj sub-23

2023
- Campeonato de Croacia Contrarreloj

2025
- 2.º en el Campeonato de Croacia en Ruta

## Resultados en Grandes Vueltas
| Carrera | Carrera         | 2021 | 2022 | 2023 | 2024 | 2025  |
| ------- | --------------- | ---- | ---- | ---- | ---- | ----- |
|         | Giro de Italia  | —    | —    | —    | —    | 113.º |
|         | Tour de Francia | —    | ―    | —    | —    | —     |
|         | Vuelta a España | —    | —    | —    | 87.º | ―     |

| —: No participó | Ab: Abandono |